# Camille Solis
Stephanie Camille Solis (* 16. November 1971) ist eine ehemalige belizische Radrennfahrerin.
Sie nahm an den Olympischen Sommerspielen 1992 in Barcelona und 1996 in Atlanta teil. Beide Male beendete sie das Straßenrennen nicht. Sie war die erste Frau die für Belize bei den Olympischen Spielen antrat.